# Oberschönau
Oberschönau est une ancienne commune de l'arrondissement de Schmalkalden-Meiningen dans le land de Thuringe en Allemagne.

## Jumelages
- Hüttenberg (Allemagne)[1]